# Teotônio Freire
Manoel Theotônio Freire Júnior ( Acari, 6 de outubro de 1865 — Recife, 24 de março de 1917) foi um escritor brasileiro naturalista da escola recifense, fundador do Silogeu de Pernambuco.

## Biografia
Primogênito de seus pais, Theotônio Freire era descendente de tradicionais famílias potiguares, sendo, pelo linha paterna direta, trineto do capitão-mór Bento Freire do Revoredo, e, através de sua avó paterna, trineto do coronel Cipriano Lopes Galvão, da Ribeira do Seridó. Era também primo do professor e pesquisador Coucy Freire.
Diplomou-se pela Escola Normal do Rio de Janeiro, escreveu poesias, contos, um drama de propaganda abolicionista e dois belos romances injustamente esquecidos. Além disso, foi fundador da Academia Pernambucana de Letras. Foi o primeiro ocupante da cadeira 19 e primeiro presidente eleito da nova instituição, prova do seu prestígio no meio da coletividade intelectual da época. Exerceu, como cronista, o jornalismo provinciano.
Casado com D. Praxedes de Lacerda Freire, paraibana, Theotônio foi pai de oito filhos que chegaram à idade adulta. Foi primogênito do casal o jornalista e romancista "pré-modernista" e "maldito" Theotônio de Lacerda Freire, o Theo Filho, que em 2000 teve reeditado seu Praia de Ipanema, na coleção Babel, da Dantes Editora. Lacerda Freire obteve algum sucesso de público, como ficcionista, no eixo Rio-São Paulo.
Theotônio Freire foi autor das obras Passionário e Regina, ambas de cunho naturalista, que graças ao escritor Lucilo Varejão Filho, foram recentemente reeditadas na coleção Grandes Mestres do Romance Pernambucano. Passionário e Regina têm em comum serem estudos de caso: as taras pessoais que conduzem à tragédia. No primeiro caso, Arthur, jovem rico e estroina, nutre um desejo mórbido por Lúcia, afilhada de sua mãe, pobre e de pais obscuros - ele quer apenas seduzi-la, ela sonha com um lar e com uma família. No segundo, acompanhamos a queda de Regina, de moça rica e culta a trapo humano, arrastando-se pelas ruas do Recife.
Quando de seu falecimento, prestaram-lhe homenagem figuras como seus colegas literatos Pereira França, Gervásio Fioravanti, Lucilo Varejão e o general Dantas Barreto. Theotônio deixou a esposa e os oito filhos, bem como dois irmãos e diversos sobrinhos e primos. Foi sepultado no Cemitério de Santo Amaro em 25 de março de 1917.
Atualmente, dá nome a uma rua no bairro do Cordeiro, em Recife. Um retrato seu pode ser visto na sede da  APL.

## Obras
- Ritornelos Líricos (1899, poesia)
- Lavas (1899, poesia)
- Bronze de Corinto (1907, poesia)
- Relevos (1894, contos)
- Clotilde (1887, poesia)
- Passionário (1897, romance)
- Regina (1899, romance)

## Referência
- COUTINHO, Afrânio; SOUSA, J. Galante de. Enciclopédia de literatura brasileira. São Paulo: Global.
- PARAÍSO, Rostand (Org.). Revista da Academia Pernambucana de Letras. Recife: CEPE, 2012. n. 41.
- SIMONETTI, Ormuz Barbalho. Genealogia dos Troncos Familiares de Goianinha -RN.
- MEDEIROS FILHO, Olavo de. Velhas Famílias do Seridó. Brasília, 1981.
- Notícia biográfica - A matriz de Sant'Anna de Curraes Novos - A família de Theotonio Freire - edição 86/1917 do periódico "Jornal de Recife". Disponível em: <http://memoria.bn.br/DocReader/705110/71073>. Acesso em 24 janeiro 2018.
- Notícia biográfica - Theotonio Freire - edição 82/1917 do periódico "A Província". Disponível em: <http://memoria.bn.br/DocReader/128066_01/35993>. Acesso em 24 janeiro 2018.
- Notícia biográfica - Theotonio Freire - edição 82/1917 do periódico "Jornal do Recife". Disponível em: <http://memoria.bn.br/DocReader/705110/71033>. Acesso em 24 janeiro 2018.
- Notícia do sepultamento - Theotonio Freire - edição 83/1917 do periódico "A Província". Disponível em: <http://memoria.bn.br/DocReader/128066_01/36001>. Acesso em 24 janeiro 2018.
- Notícia da missa de sétimo dia - Theotonio Freire - edição 89/1917 do periódico "Jornal do Recife". Disponível em: <http://memoria.bn.br/DocReader/705110/71103>. Acesso em 24 janeiro 2018.